# 2-й центральний науково-дослідний інститут МО РФ
56°51′58″ пн. ш. 35°54′25″ сх. д. / 56.86611111° пн. ш. 35.90694444° сх. д.
2-й центральний науково-дослідний ордена Жовтневої революції Червонопрапорний інститут Міністерства оборони Російської Федерації (2 ЦНДІ МО РФ) — науковий центр з розробки теорії озброєння протиповітряної та повітряно-космічної оборони Міністерства оборони Російської Федерації, що розробляє навігаційні прилади, системи управління, наведення апаратів наземного, повітряного та космічного базування. Розташований у Твері.
1 грудня 2010 року інститут приєднаний до 4 ЦНДІ МО РФ як структурний підрозділ — Науково-дослідний центр протиповітряної оборони (НДЦ ППО), 1 березня 2014 року увійшов до складу створюваного Центрального науково-дослідного інституту Повітряно-космічної оборони.
З 2004 року інститут є науково-дослідною базою з питань об'єднаної системи ППО країн СНД.
21 квітня 2022 року в НДІ військ Повітряно-космічної оборони у Твері сталася пожежа.

## Історія
Сформований 1 вересня 1935 року в Євпаторії як Артилерійський стрілецький Комітет зенітної артилерії РККА (АСК). Робота в комітеті періоду війни була спрямована на підвищення ефективності зенітної артилерії і велася безпосередньо в частинах діючих армій. У липні 1941 року АСК було передислоковано на ст. Донгузька Чкаловська область, в червні 1942 року була перетворена на стрілецько-тактичний Комітет зенітної артилерії — науково-дослідний орган головного управління ППО території країни, підпорядкований безпосередньо командувачу ППО території країни, і переведений до Москви. Після закінчення війни було повернено до місця постійної дислокації до Євпаторії.
У 1947 році був перетворений на науково-дослідний Інститут стрільби зенітної артилерії Академії артилерійських наук. У 1954 році інститут був переданий у підпорядкування командувачу військ ППО. У 1947 — 1956 роках в інституті були розроблені основи теорії оцінки ефективності стрільби засобами ППО, дослідно-теоретична методика отримання характеристик зразків озброєння, проведено випробування зразків зенітної артилерії післявоєнного періоду. У результаті проведених робіт було зроблено висновок необхідність переходу до нових принципів зенітної стрільби, що базуються на зенітних керованих ракетах.
В 1956 урядом СРСР було прийнято рішення про створення спеціального НДІ Міністерства оборони з розробки теоретичних і практичних проблем, концепцій і доктрин побудови ППО країни. У 1957 році був об'єднаний з 9-м Науково-випробувальним центром винищувальної авіації ППО (м. Курськ), перейменований у 2-й науково-дослідний інститут Військ ППО і переведений в Калінін.
У завдання інституту міністерством оборони було поставлено: системно підійти до дослідження перспектив розвитку озброєння ППО, форм та способів його бойового застосування, організації ППО території країни та Збройних Сил, брати активну участь у проектуванні озброєння ППО, його випробуваннях, переозброєнні військ на нову техніку; розгорнути роботи у сфері формування концепції та науково-технічної доктрини побудови протикосмічної оборони країни. Начальником інституту був призначений генерал-лейтенанта артилерії С. Ф. Ніловський, заступником начальника інституту з науково-дослідної роботи було призначено Я. І. Трегуба.
Завдання розробки перспективних засобів озброєння було успішно вирішено, і низка конструкторських бюро почали реалізовувати систему перехоплення космічних цілей. До 1962 року з'явився проект багаторазового авіаційно-космічного комплексу перехоплення, серед його авторів був О. А. Чембровський. Незабаром у НДІ-2 відповідно до наказу головкому ППО СРСР, маршала С. З. Бірюзова було створено самостійне Управління із космічних систем ПКО під керівництвом О. А. Чембровського, який став першим у СРСР підрозділом з протикосмічної оборони у системі Міністерства оборони.
Роботи, проведені в НДІ-2 під керівництвом Я. І. Трегуба, в Управлінні з космічних систем ПКО дозволили Радянському Союзу дозволили створити систему контролю космічного простору (СККП). Одним із експериментів при створенні системи далекого наведення одного космічного об'єкта на інший став подвійний політ космонавтів А. Г. Ніколаєва та П. Р. Поповича 12-15 серпня 1962 року, під час якого корабель Миколаєва (Схід-3) виконував роль цілі, а корабель Поповича (Схід-4) — перехоплювача.
Серед розробок інституту — системи невидимості літаків Су-27 та Ту-160, участь у розробці ракетного комплексу "Іскандер ". Загалом за участю інституту було прийнято на озброєння 8 типів зенітних ракетних систем, 10 типів винищувачів-перехоплювачів, 32 комплекси засобів автоматизації управління. З 2004 року є науково-дослідною базою з питань об'єднаної системи протиповітряної оборони країн СНД.
21 квітня 2022 року в НДІ-2 сталася пожежа третього рангу складності, площа пожежі склала 1500 кв. м, загинуло 6 людей, понад 20 постраждали.  Причиною називали аварійний режим роботи електромережі.

## Напрямки діяльності
На сучасному етапі розвитку основними напрямками діяльності інституту є : розробка та вдосконалення нового покоління субмікромініатюрних приладів, що використовують технологію генерації сигналів феромагнетиками : навігаційних приладів, систем управління, наведення та орієнтації мікромініатюрних апаратів наземного; системи безпеки об'єктів транспортних засобів, систем зв'язку, комп'ютерних мереж; автоматичні мікромініатюрні засоби контролю, охорони, сигналізації та спостереження, наділені елементами штучного інтелекту.
Випробувальний полігон центру використовується для розробки систем невидимості перспективного авіаційного комплексу фронтової авіації та перспективного авіаційного комплексу дальньої авіації.

## Колектив інституту
За всю історію інституту 35 співробітникам було присуджено Державні премії, понад 400 удостоєні Урядових нагород, наукова школа інституту з розробки методології експериментально-теоретичних досліджень на користь створення перспективного озброєння Повітряно-космічної оборони вигравала грант президента Росії п'ять разів.

### Начальники інституту
- 1957—1966 — гвардії генерал-лейтенант артилерії С. Ф. Ніловський ;
- 1966—1981 — генерал-лейтенант артилерії Б. А. Корольов ;
- 1981—1989 — генерал-лейтенант С. З. Сапєгін ;
- 1989—1999 — генерал-майор А. З. Сумін ;
- 1999—2002 — генерал-майор А. Т. Силкін ;
- 2002 — теп. час — генерал-майор С. В. Ягольников.

## Знаки відмінності
- Орден Червоного Прапора (1968);
- Орден Жовтневої Революції (1985);
- Вимпел Міністерства оборони Російської Федерації За мужність, військову доблесть та високий бойовий вишкіл (2005).